# فيكتور يان
فيكتور يان (بالبرتغالية: Victor Yan‏) (9 أبريل 2001 بساو باولو في البرازيل - ) هو لاعب كرة قدم برازيلي في مركز الوسط. لعب مع نادي سانتوس.

## وصلات خارجية
- فيكتور يان على موقع الاتحاد الدولي (مؤرشف)  (الإنجليزية)
- فيكتور يان على موقع قاعدة بيانات كرة القدم.إي يو (الإنجليزية)
- فيكتور يان على موقع Soccerway.com (الإنجليزية)